# Mirsaid Sułtan-Galijew
Mirsaid Chajdargalijewicz Sułtan-Galijew (ros. Мирсаид Хайдаргалиевич Султан-Галиев, tat. Мирсәет Хәйдәргали улы Солтангалиев, Mirsäyet Xäydärğäli ulı Soltanğäliev, ur. 13 lipca 1892 we wsi Krimsakały w guberni ufijskiej, zm. 28 stycznia 1940 w Moskwie) – tatarski rewolucjonista i dziennikarz.

## Życiorys
Był synem nauczyciela. Uczył się w mektebie, w 1905 wstąpił do ruchu studenckiego "Islah" łączącego radykalny lewicowy reformizm z islamem, w 1911 ukończył szkołę nauczycielską, później uczył się na letnich kursach pedagogicznych w Moskwie i następnie kierował w Sterlitamaku pierwszą w Rosji ludową biblioteką wiejską ze zbiorem książek w języku tatarskim. Od 1912 publikował w różnych gazetach w języku tatarskim i rosyjskim pod pseudonimami "Suchoj", "Syn Naroda", "Uczitiel-Tatarin" i "Karamas-Kaliniec", a w 1914 pod własnym nazwiskiem, teksty o życiu społeczności muzułmańskich w Rosji. Po wybuchu I wojny światowej przeniósł się na Zakaukazie, gdzie od 1915 publikował w "Kaukaskim Słowie", a po rewolucji lutowej wziął udział w zakładaniu gazety "Izwiestija Bakinskich Musułmanskich Owszczestwiennych Organizacij". W kwietniu 1917 wziął w Moskwie udział w Pierwszym Zjeździe Muzułmanów Rosji, gdzie został sekretarzem Komitetu Wykonawczego Wszechrosyjskiej Rady Muzułmańskiej, wkrótce potem członkiem Muzułmańskiego Komitetu Socjalistycznego w Kazaniu, a po rewolucji październikowej w listopadzie 1917 wstąpił do SDPRR(b), mimo że w poglądach był bliższy tatarskiemu, muzułmańskiemu nacjonalizmowi niż komunizmowi; w rewolucji październikowej widział jednak wyzwolenie nierosyjskich narodowości, w tym muzułmańskich, w Rosji. W 1918 pomagał Mułłanurowi Wachitowowi w tworzeniu muzułmańskich jednostek Armii Czerwonej, a po jego śmierci w sierpniu 1918 został gubernialnym komisarzem ds. muzułmanów w Kazaniu, a niedługo potem przewodniczącym Centralnego Komisariatu Muzułmańskiego RFSRR, przewodniczącym Centralnego Wojskowego Kolegium Muzułmańskiego przy Ludowym Komisariacie ds. Wojskowych i Morskich RFSRR, później szefem Federalnego Komitetu Ziemskiego, a w 1921 wykładowcą Komunistycznego Uniwersytetu Pracujących Wschodu. Był czołowym znawcą problemów muzułmańskich w Rosji radzieckiej. W czerwcu 1918 na wszechrosyjskim zjeździe komunistów-muzułmanów w Kazaniu została założona Rosyjska Muzułmańska Partia Komunistyczna, przekształcona w listopadzie 1918 w muzułmańskie organizacje RKP(b); partią tą kierował Sułtan-Galijew, który planował również założenie Muzułmańskiej Armii Czerwonej mającej składać się głównie z Tatarów. Od maja do lipca 1919 był członkiem Wojskowej Rady Rewolucyjnej 2 Armii Frontu Wschodniego, później pracował w Moskwie w Ludowym Komisariacie ds. Narodowości, zajmując się głównie polityką RKP(b) wobec muzułmanów. W swoich poglądach dokonywał prób połączenia marksizmu-leninizmu, islamu i nacjonalizmu, propagując przy tym sekularyzację islamu.
4 maja 1923 został wykluczony z partii jako "element antypartyjny i antyradziecki", a wkrótce potem aresztowany przez GPU pod zarzutem założenia organizacji nacjonalistycznej, mającej jakoby występować przeciwko kierownictwu partii i państwa. W 1928 został ponownie aresztowany i 28 lipca 1930 skazany na śmierć, jednak wyrok zamieniono na 10 lat łagru. W 1934 został wypuszczony, mieszkał w Saratowie. 19 marca 1937 został ponownie aresztowany i po brutalnych przesłuchaniach 8 grudnia 1939 skazany na śmierć przez Wojskowe Kolegium Sądu Najwyższego ZSRR pod zarzutem działalności szpiegowsko-nacjonalistycznej i założenie antyradzieckiej organizacji powstańczej i 28 stycznia 1940 rozstrzelany. Jego prochy złożono na Cmentarzu Dońskim.